# Roseau (Dominica)
Roseau (Antilliaans Creools Frans: Wozo) is de hoofdstad van de Caraïbische eilandstaat Dominica. Het is een havenstad en de belangrijkste economische en culturele plaats van het land. Ze bevindt zich in het zuidwesten van het eiland en telde 16.571 inwoners in 2023, in 2011 14.725.

## Geschiedenis
Oorspronkelijk bevond het inheemse Cariben dorp Sairi zich in het gebied. De plaats was rond 1640 gesticht als Charlotte Town door Franse kolonisten, maar werd later hernoemd naar het rivierriet (Roseaux) dat langs de rivier groeide.
In 1763 werd Dominika veroverd door het Verenigd Koninkrijk. In 1765 werd Portsmouth uitgeroepen tot hoofdstad, maar na een uitbraak van malaria werd de hoofdstad in 1768 verplaatst naar Roseau. In 1805 werd Roseau in brand gestoken door de Fransen. In 1979 werd de stad bijna volledig verwoest door orkaan David.

## Overzicht
Roseau exporteert onder andere limoenen, etherische oliën, tropische vruchten en specerijen. De stad is een combinatie van Frans-koloniale en moderne architectuur. Het oudste deel van de stad bevindt zich rond Old Market Square dat vroeger werd gebruikt als slavenmarkt.

## Papillote Tropical Gardens
Papillote Tropical Gardens (oude naam: Dominica Botanical Gardens) is een botanische tuin in Roseau. De tuin meet 16 hectare en is vrij toegankelijk. Het bevindt bij de Roseau-rivier onder de heuvel Morne Bruce.
In 1889 werd de tuin gesticht op het terrein van de voormalige suikerrietplantage Bath Estate. Het bestaat uit twee gedeeltes: een economische sektie met citrus, suikerriet en avocado voor verkoop aan plantages, en een siergedeelte met meer dan 500 bomen en struiken uit het tropisch gebied. 

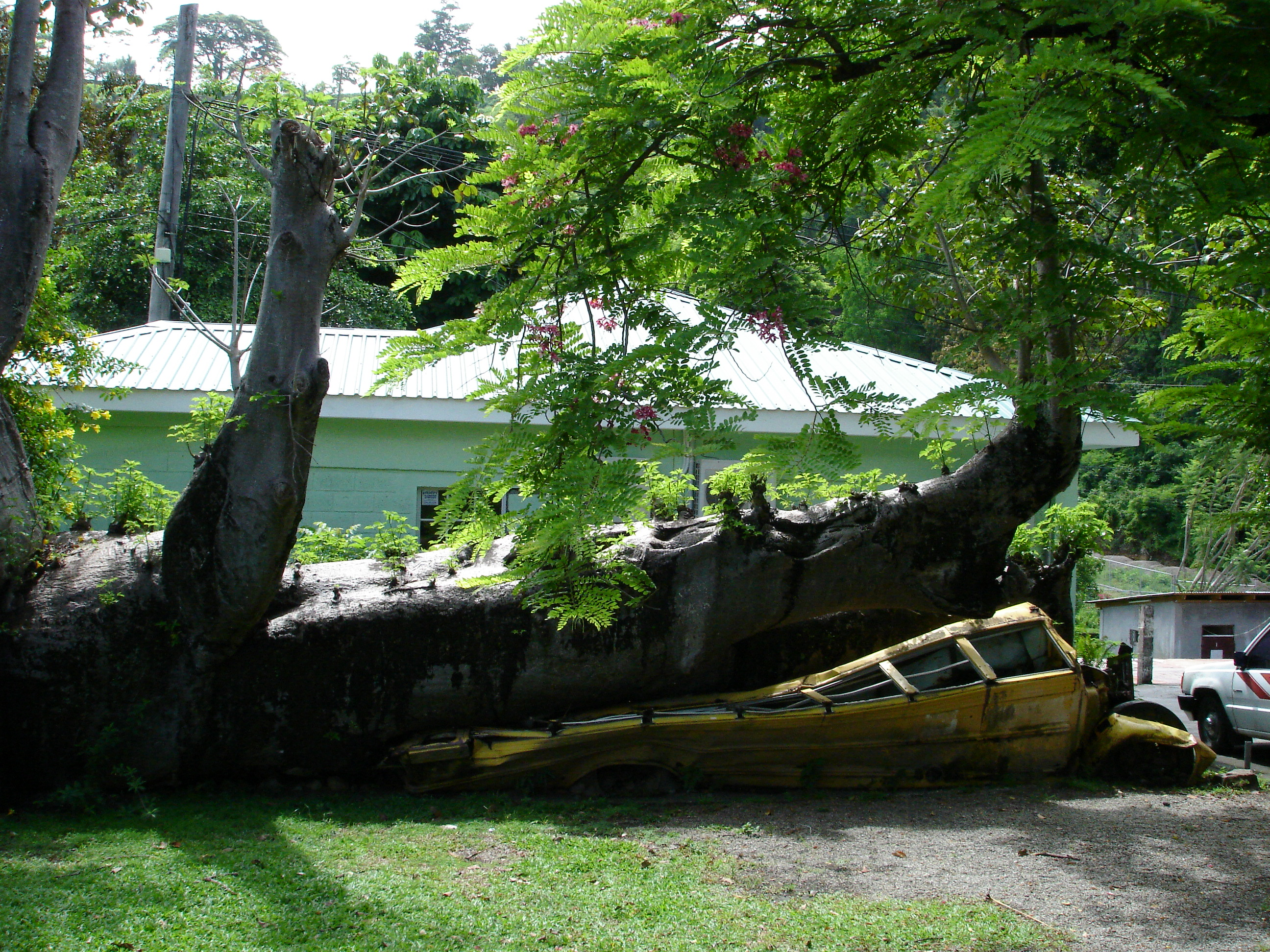
Baobab en schoolbus

In 1979 werd de tuin zwaar getroffen door orkaan David. Een baobab bij de ingang viel op een schoolbus. De baobab had de klap overleefd, en is weer naar boven gegroeid. De boom heeft de naam "David the Goliath" gekregen.

## Our Lady of Fair Haven Cathedral
De Our Lady of Fair Haven Cathedral (Frans: L’eglise de Notre Dame de Bon Port du Mouillage de Roseau) is de zetel van het Bisdom Roseau. De eerste kerk was in 1730 gebouwd door Guillaume Martel. Het was een houten kerkje van 5 bij 12 meter. In 1800 werd begonnen met de bouw met een stenen kerk van vulkanisch graniet, maar de bouw was pas in 1916 gereed. In 1925 werd het ingewijd als kathedraal. In het begin van de 21e eeuw werd het dak vervangen vanwege een termietenprobleem. In 2004 bleek dat de fundering van de kathedraal niet sterk genoeg was voor het nieuwe dak. In 2020 waren de kosten van de renovatie opgelopen van EC$2,5 miljoen naar $12 miljoen, en in 2022 was de kathedraal nog onder constructie.

## Sport
Windsor Park is het belangrijkste stadion van Roseau. Het wordt voornamelijk gebruikt voor voetbal en cricket en heeft een capaciteit van 12.000 toeschouwers. Het stadion wordt onder meer gebruikt door de lokale voetbalclub Exodus FC, het West-Indisch cricketelftal en het nationale voetbalelftal van Dominica.

## Geboren
- Jean Rhys (1890-1979), Brits-Caraïbisch schrijfster
- Kelvin Felix (1933-2024), rooms-katholiek priester en kardinaal
- Patrick John (1938-2021), premier van Dominica
- Prince Ital Joe (1963-2001), reggaemuzikant

## Overleden
- Arnold Boghaert (1920-1993), Belgisch rooms-katholiek priester en bisschop van Roseau

## Galerij

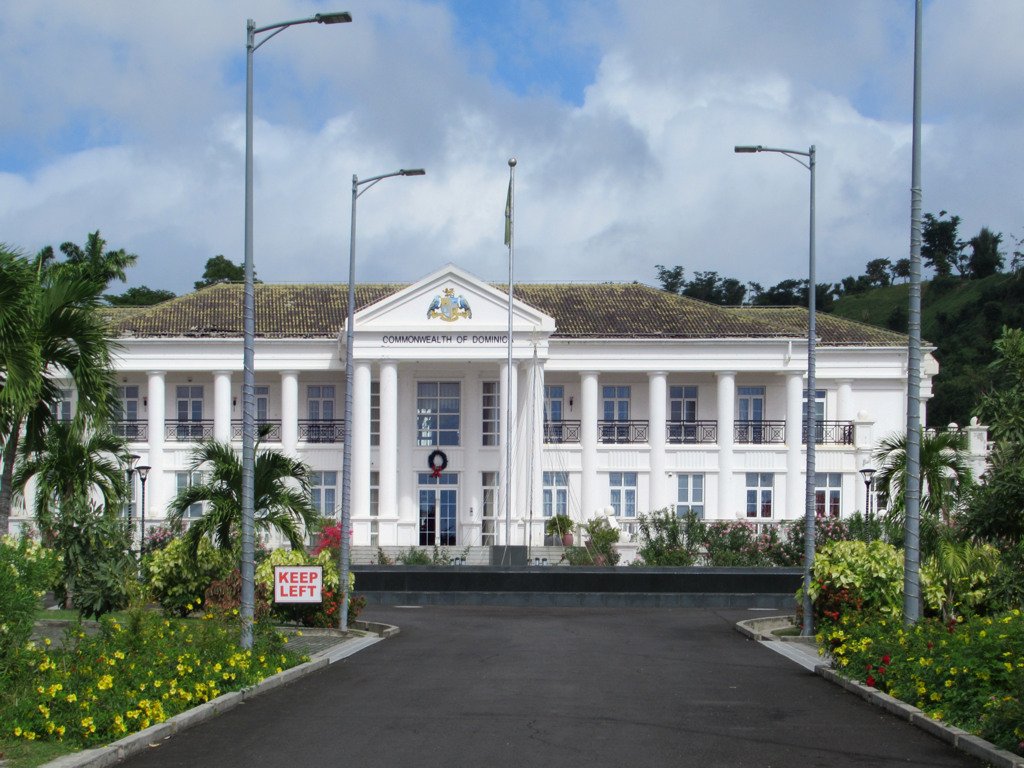
Regeringsgebouw
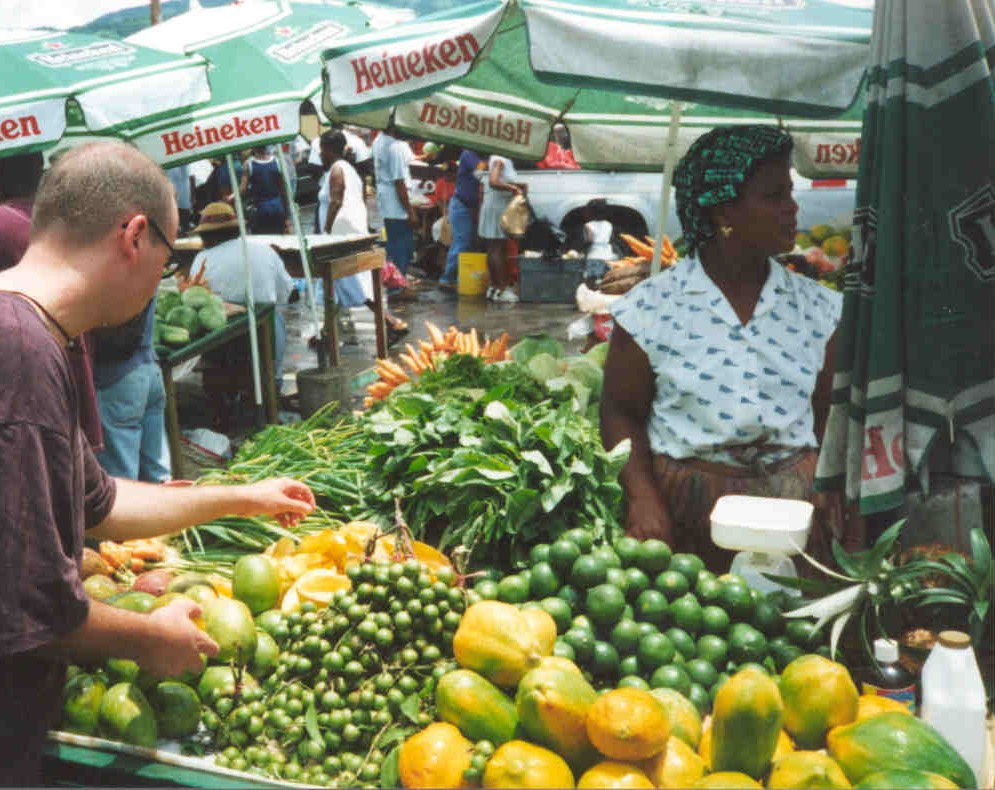
Markt in Roseau
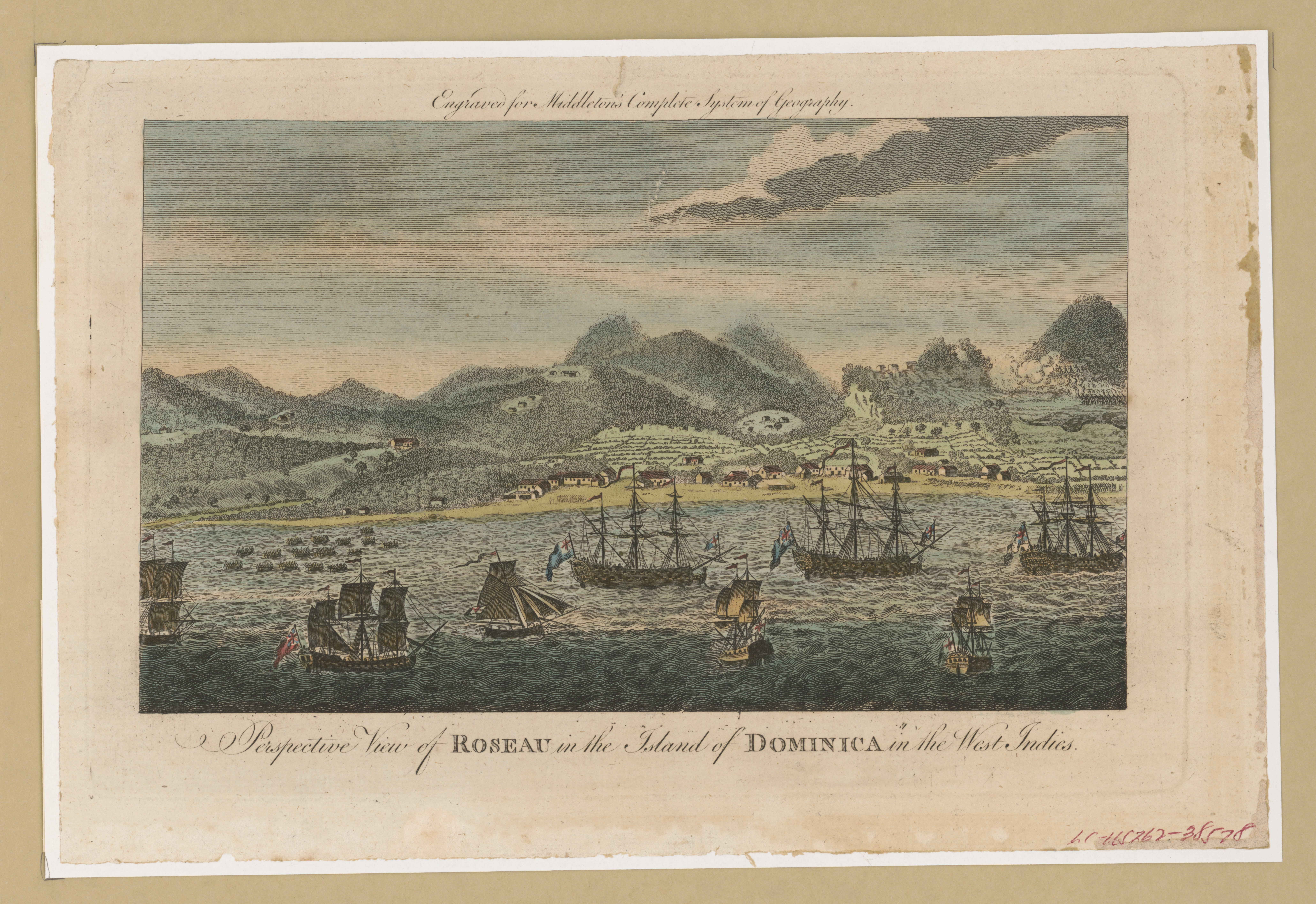
Tekening van Roseau (1761)
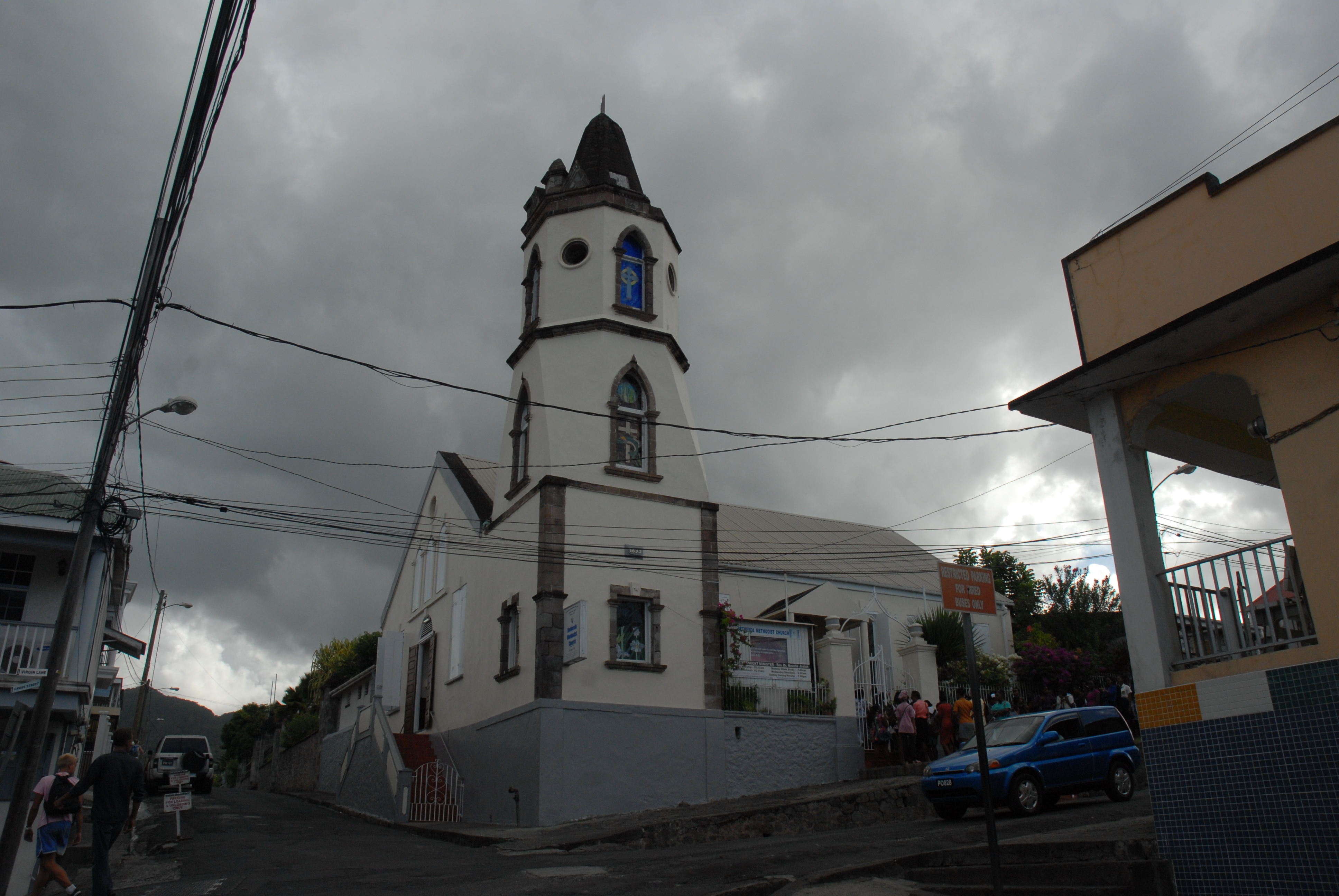
Methodistenkerk

- Gemeinsame Normdatei: 4602308-2
- Library of Congress Control Number: n83052346
- MusicBrainz: 72c98e5a-a528-49e8-9680-6a99eb6a490a
- National Archives and Records Administration: 10037386
- Nationale Bibliotheek van Tsjechië: xx0039644
- Nationale Bibliotheek van Israël: 987007552691405171
- Virtual International Authority File: 155974880
- WorldCat: E39PBJhxhp7vyyP3jwRf97kkXd